# قاسم جومارت توقایف
قاسم جومارت کملویچ توقایف (به قزاقی: Қасым-Жомарт Кемелұлы Тоқаев،) (به روسی: Касым-Жомарт Кемелевич Токаев) (زاده ۱۷ مهٔ ۱۹۵۳) سیاستمدار و دیپلمات مسلمان اهل قزاقستان می‌باشد که از تاریخ ۲۰ مارس ۲۰۱۹ تاکنون دومین رئیس‌جمهور قزاقستان است.
توقایف پس از آنکه نورسلطان نظربایف بعد از ۲۹ سال در ۱۹ مارس ۲۰۱۹ از سمت خود استعفا داد، در انتخابات زودهنگامی که در تاریخ ۹ ژوئن ۲۰۱۹ برگزار شد با ۷۱ درصد آرای مردم، رئیس‌جمهور رسمی قزاقستان شد.
او از ۱۱ ژانویه ۲۰۰۷ تا ۱۵ آوریل ۲۰۱۱ و از ۱۶ اکتبر ۲۰۱۳ تا ۱۹ مارس ۲۰۱۹ رئیس مجلس سنای قزاقستان بود. توقایف از ۱ اکتبر ۱۹۹۹ تا ۲۸ ژانویه ۲۰۰۲ نخست‌وزیر قزاقستان بود واز ۱۲ مارس ۲۰۱۱ تا ۱۶ اکتبر ۲۰۱۳ به‌عنوان مدیر کل سازمان ملل متحد در دفتر ژنو خدمت کرد. وی همچنین برندهٔ جوایزی همچون نشان دوستی شده‌است.

## معرفی رئیس‌جمهور جدید
کمیسیون مرکزی انتخابات قزاقستان با اعلام نتایج رای‌گیری انتخابات ریاست‌جمهوری ۲۰۱۹ قزاقستان پیروزی قاسم جومارت توقایف، رئیس‌جمهور موقت را تأیید کرد.
توقایف در ۱۲ ژوئن پس از «پیروزی چشمگیر» ۶٬۵۰۴٬۰۵۴ رأی و کسب ۷۱ درصد آرای مردم در مراسم افتتاحیه ریاست‌جمهوری در قصر استقلال نورسلطان، سوگند یاد کرد.
موج اعتراضات به ناعادلانه بودن انتخابات تا رای‌گیری‌ها ادامه پیدا کرد و نیروهای پلیس هرگونه تجمعی را برهم زدند.